# Норвежский омар
Норвежский омар, также лангустин, скампи (лат. Nephrops norvegicus) — вид омаров из отряда десятиногих ракообразных, обитающий в Атлантическом океане, в частности в Средиземном и Северном морях.

## Внешний вид
Основной характерный признак норвежского омара — две продолговатые клешни. 
Самки могут достигать длины до 20 см, самцы — до 24 см. Однако среди вылавливаемых в наши дни норвежских омаров лишь изредка попадаются особи крупнее 15 см.

## Поведение

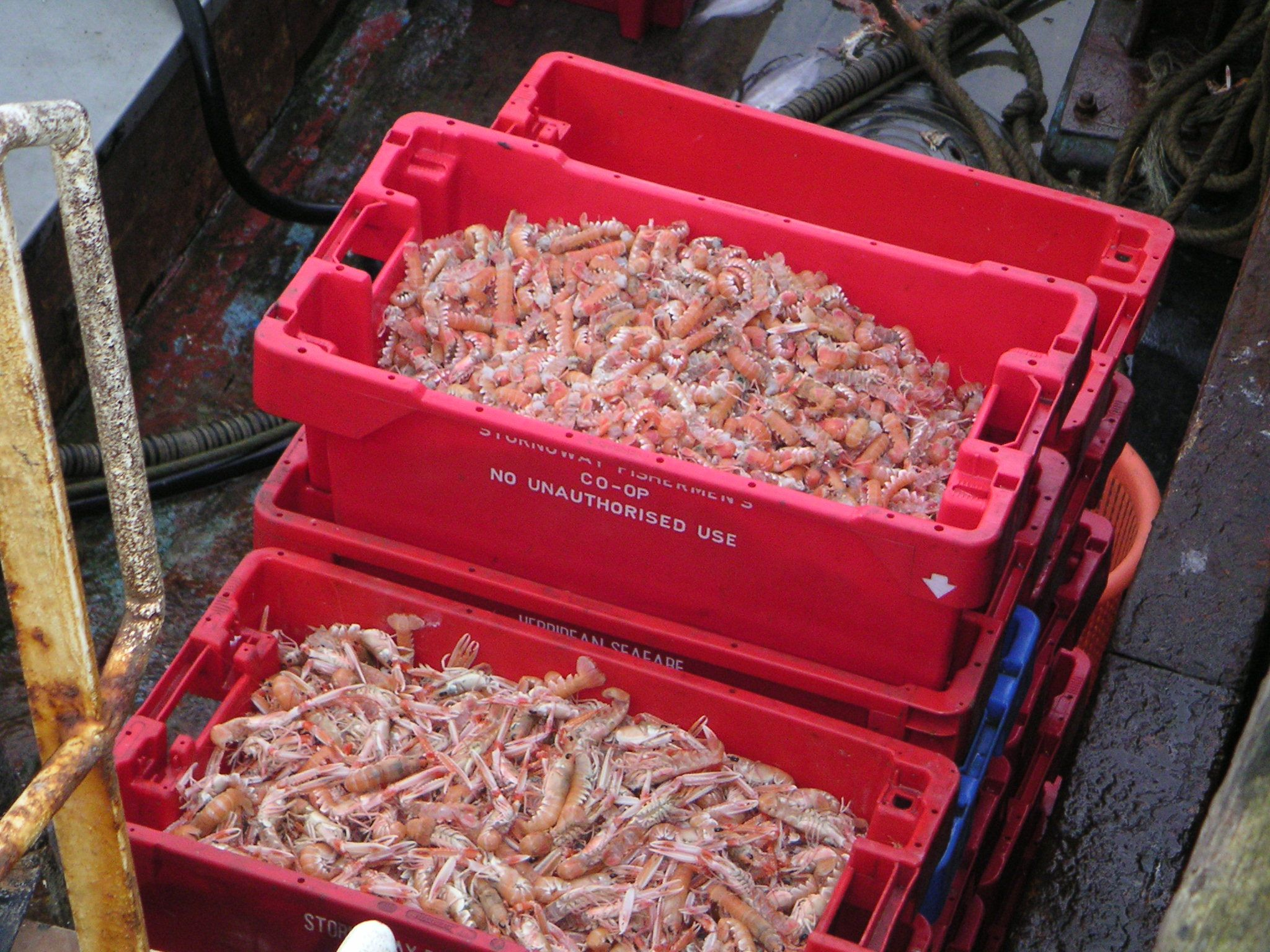
Ящики с норвежскими омарами

Этот вид живёт на мягких участках морского дна, на глубине от 40 до 250 м, где роет собственные пещеры и ходы. Покидает своё убежище только ночью для поиска пищи. Самки каждый второй год от марта до ноября откладывают до 4000 яиц, которые оплодотворяются самцом лишь после их прилепления на хвосте у самки. Эти яйца самка носит с собой до девяти месяцев.

## Использование человеком
В кулинарии задняя часть норвежского омара считается деликатесом, в то время как его тонкие клешни, в отличие от других видов омаров, не содержат пригодного к употреблению мяса. Норвежский омар часто предлагается под разными названиями. В Италии его называют «скампи», во Франции — «лангустин», в Финляндии — «кейзаригуммери».